# Mariä Heimsuchung (Kempten)

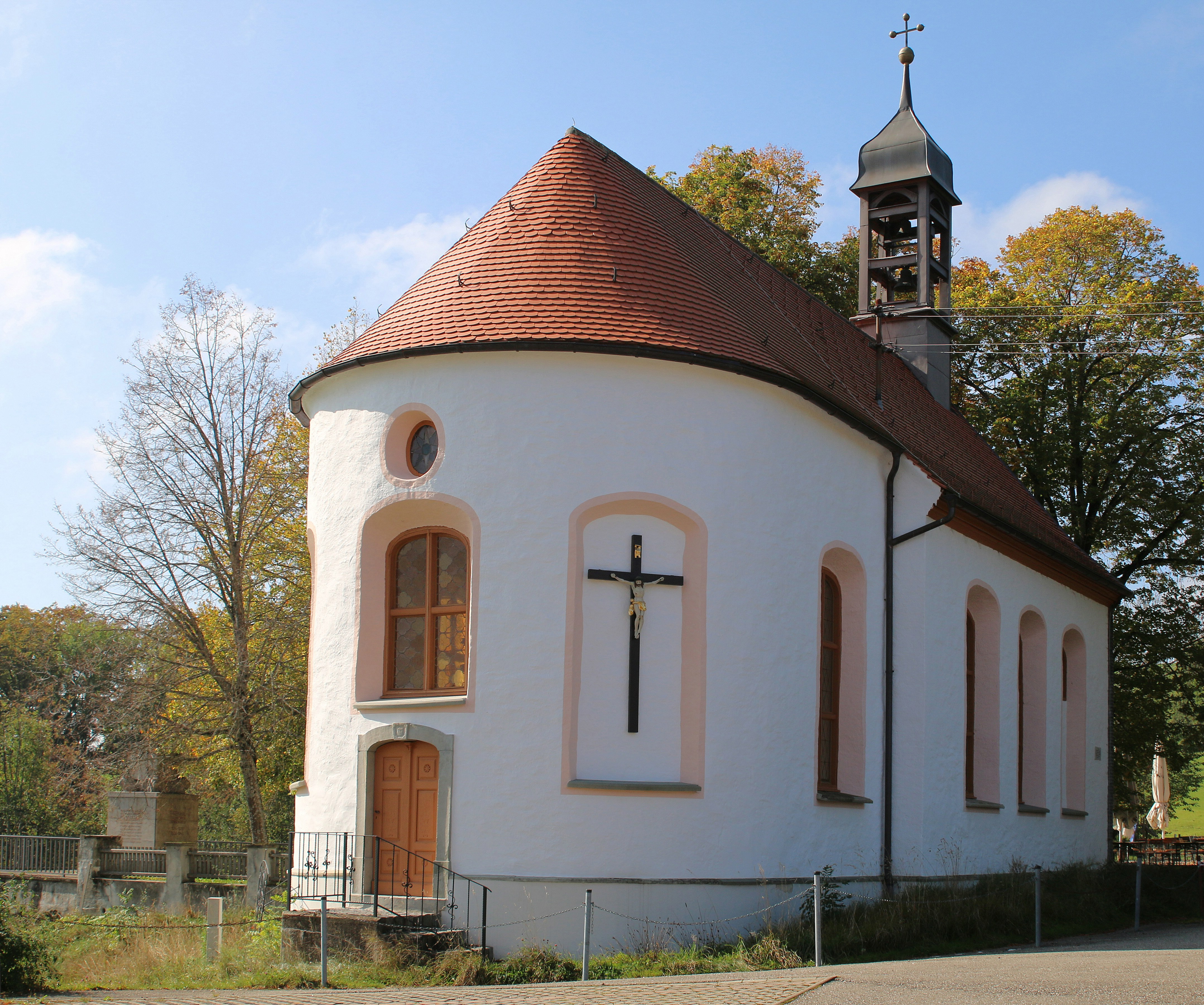
Kapelle Mariä Heimsuchung, Mariaberg (Chorrundung)

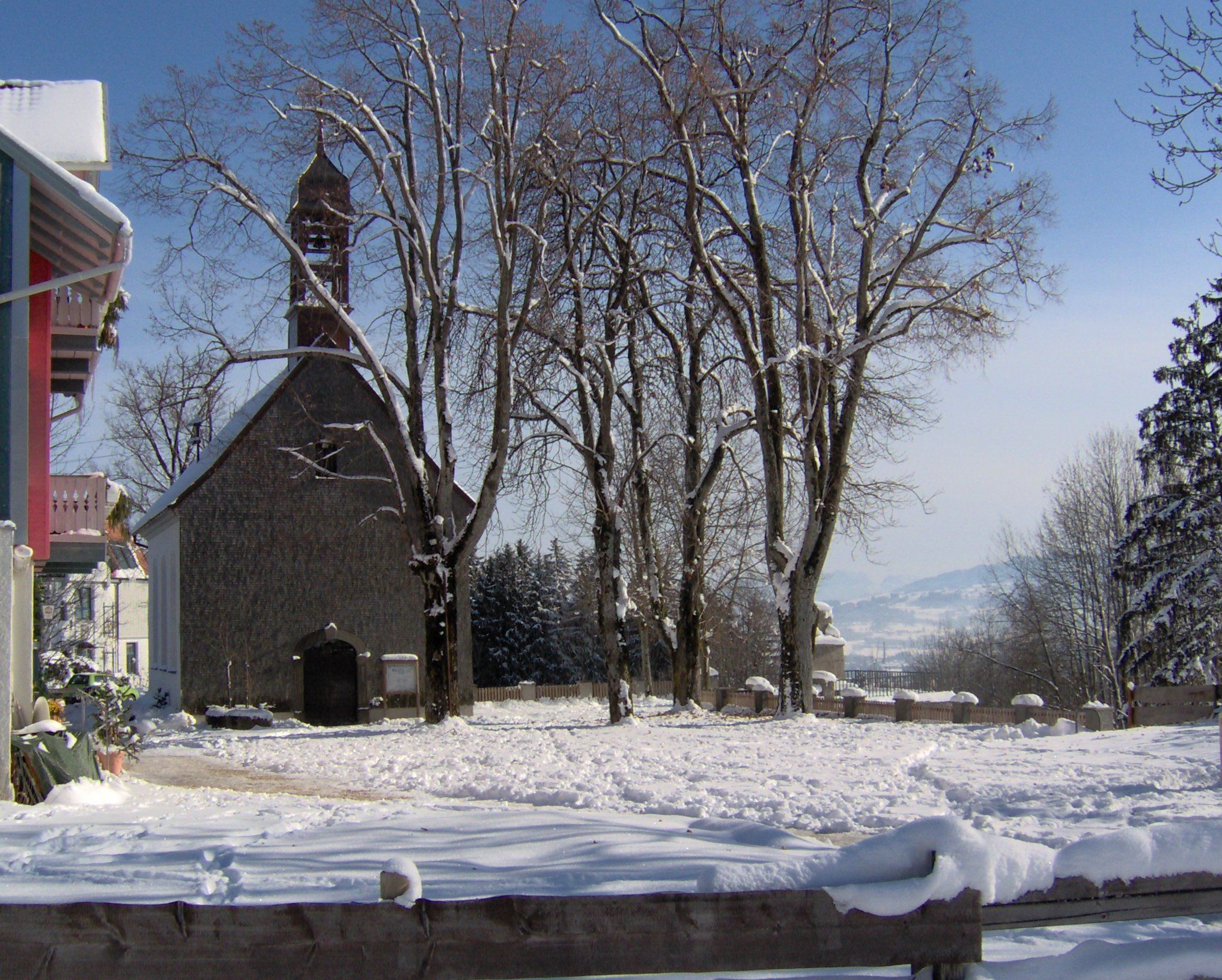
Kapelle Mariä Heimsuchung, Mariaberg (Vorderansicht)

Die römisch-katholische Kapelle Mariä Heimsuchung ist ein Saalbau mit eingezogener Apsis im Stil des späten Rokoko im Kemptener Ortsteil Mariaberg. Die Kapelle steht unter Denkmalschutz.

## Geschichte
1768 wurde Balthasar Weegmann aus Guggers am Kniebos erlaubt, anstelle einer alten eine neue Kapelle zu errichten. Die Kapelle wurde unter Fürstabt Honorius Roth von Schreckenstein im Jahr 1783 erbaut.
Das Gotteshaus wurde 1932 und erneut 2011 restauriert. Schwerpunkte der Maßnahmen 2011 waren ein Ersatz von morschen Dachbalken, eine neue Eindeckung des Dachs und eine Feuchtigkeitssperre der Außenfassade. Von den Gesamtkosten in Höhe von 220.000 € hat der Kapellenverein 30.000 € aus privaten Spenden aufgebracht.

## Beschreibung
Die Kirche ist mit einem Satteldach mit Dachreiter gedeckt. Der leicht eingezogene Chor ist nach einem Fensterjoch halbrund geschlossen, das Kirchenschiff ist drei Fensterjochen lang und hat eine Westempore.
Der korbbogige Chorbogen ist mit zwei seitlichen Nischen gegen das Langhaus ausgerundet. Das Spiegelgewölbe hat eine Stichkappenkehle mit Gesims. Die Korbbogenfenster zwischen den leicht gekröpften Pilastern, das Ostfenster ist zwischen zwei Blendfenstern unter einem Rundfenster gelegen. Die Portale im Westen und Osten sind beide korbbogig zugeschnitten, beide Portale sind am Schlussstein mit 1783 bezeichnet.

## Ausstattung

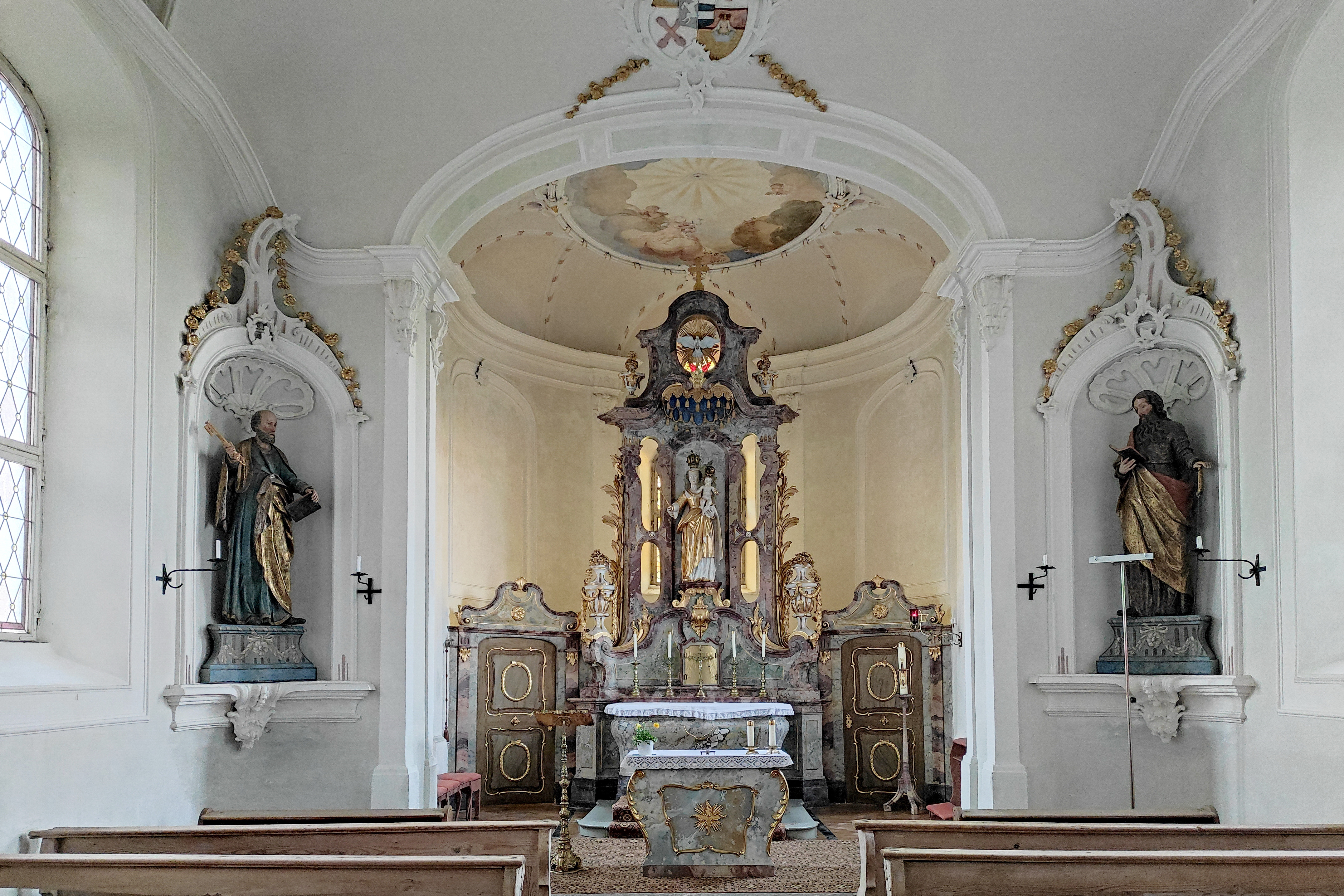
Kapelle Mariä Heimsuchung: Innenraum

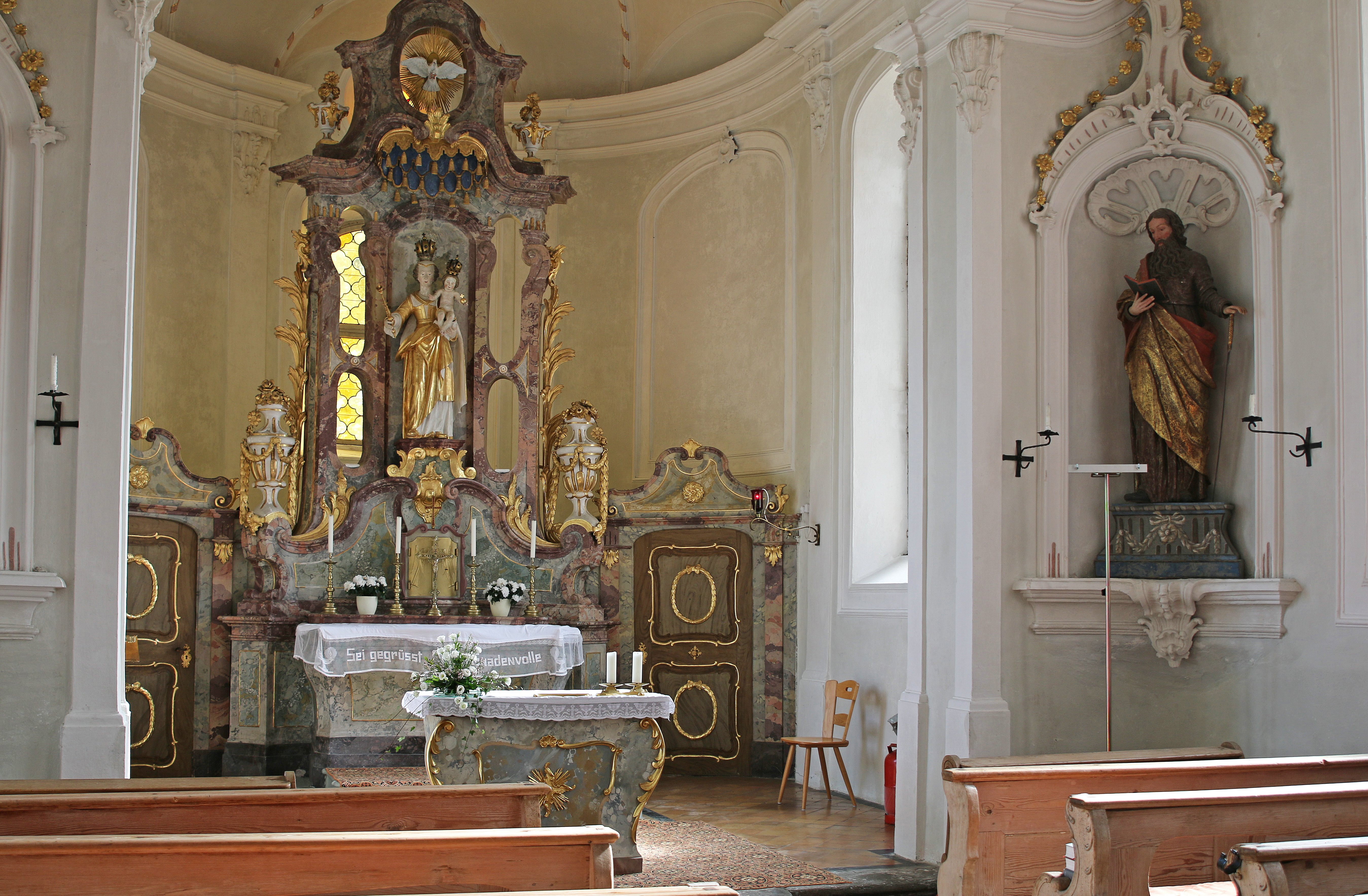
Altarraum

Der leichte Rocaillestuck mit Stabrahmen umgibt um den kreisförmigen bzw. ovalen Deckspiegel im Chor und Langhaus Fresken aus dem Jahr 1932. Rocaillevoluten dienen als Pilasterkapitell. Das Muschelwerk mit Blütengehänge zeichnet über den kräftigen Profilrahmen der Chorbogennischen aus. Auf dem Chorbogen ist das Wappen des Fürstabts Honorius Roth von Schreckenstein zu sehen.
Der Hauptaltar mit einem Stuckmarmoraufbau trägt zwischen zwei Vasen eine Marienfigur und stammt wie der Kirchenbau aus dem Jahr 1783. Er befindet sich mittig zwischen den seitlichen Durchgängen in den östlichen Sakristeiraum. Im Altarauszug ist zwischen zwei Vasen ein Altarblatt mit der Heilig-Geist-Taube angebracht.
Die Nischen am Außenchor tragen zwei Holzfiguren und sind dem Heiligen Petrus und dem Heiligen Paul gewidmet.